# Tärna folkhögskola

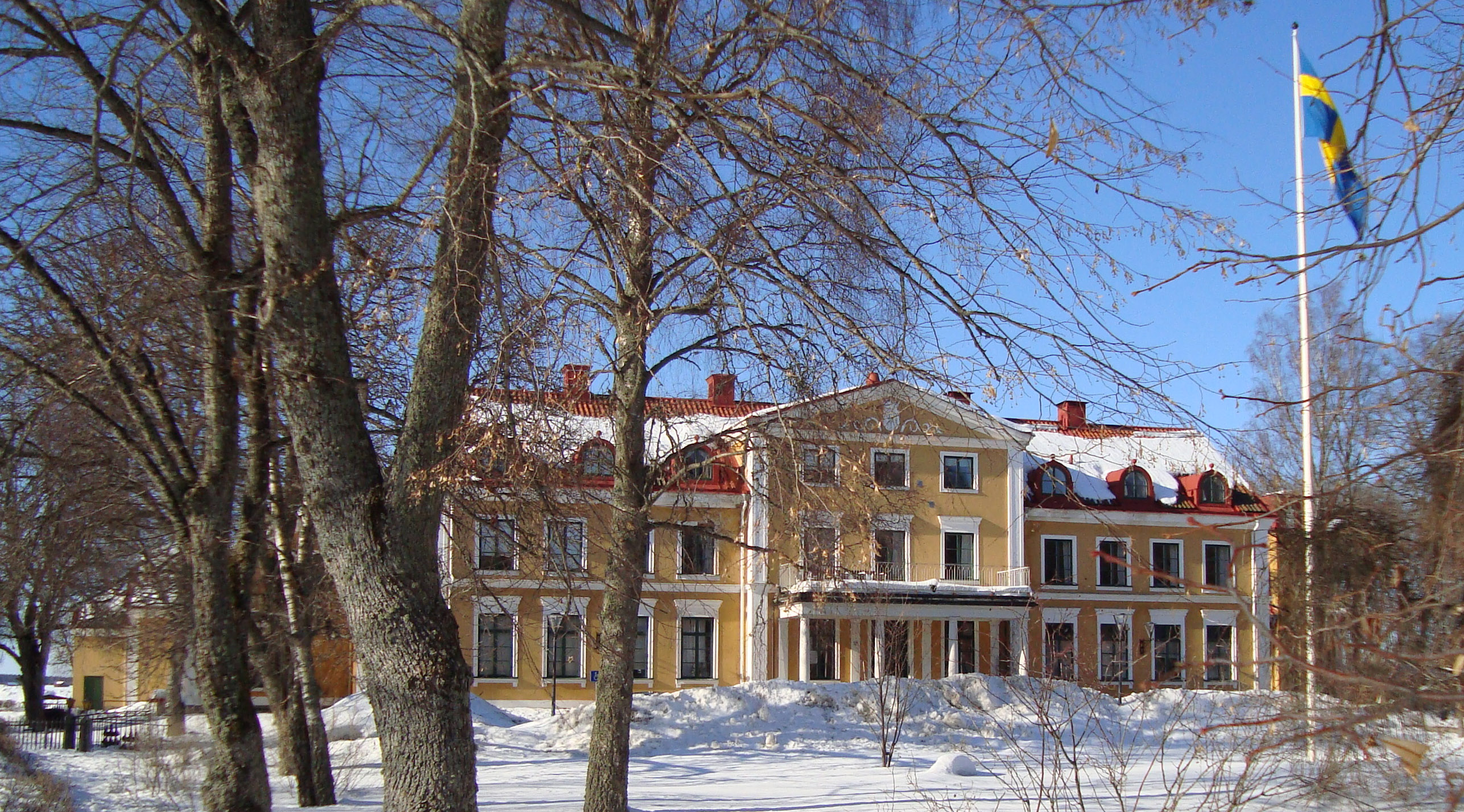
Tärna folkhögskolas huvudbyggnad

Tärna folkhögskola ligger i Kumla kyrkby i Kumla församling cirka 8 kilometer söder om Sala. Huvudman för folkhögskolan är Region Västmanland.
Tärna folkhögskola är belägen i en park i Kumla kyrkby, inte långt från riksväg 70. Vid skolan finns en minnessten efter Wilhelm von Schwerin, död 1808.
Skolan grundades 1875 i Tärna socken i Uppland och undervisningen startade hösten 1876 på initiativ av domprost Carl Wilhelm Linder och riksdagsmannen J. E. Johansson i Möklinta. Avsikten var ursprungligen att ge lantbrukare en bredare allmänbildning och göra dem till goda samhällsmedborgare. Från 1881 startades även kurser för kvinnliga elever. Skolans första rektor var Teodor Holmberg och hans hustru Cecilia Bååth-Holmberg ledde de första kvinnliga kurserna. Från 1913 leddes Tärna folkhögskola av Nils Hjalmar Bosson.